# Маргарет Чейс Сміт
Маргарет Мадлен Чейс Сміт (дошлюбне Чейс; 14 грудня 1897, Скаген, штат Мен — 29 травня 1995, там само) — американська політик, освітянка, бізнес-директорка. Першою з американок представляла штат Мен в обох палатах Конгресу США.

## Раннє життя
Донька Джорджа Емері Чейса і його дружини Керрі Мюррей. Відвідувала обов'язкову школу у рідному місті Скаген і працювала з 1916 до 1917 року помічницею вчителя у так званій малокомлектній школі (цвергшуле). Пізніше працювала на телефонній станції, згодом у тижневику «Незалежний репортер», пізніше — секретаркою на текстильній фабриці. Перші публічні виступи зробила у 1920-х роках, відстоюючи рівні права жінок.

## Політична кар'єра
У 1930 році одружилася з 21-річним республіканським політиком Клайдом Смітом, з січня 1937 року був представником штату Мен у Палаті представників США. Маргарет Чейс Сміт почала свій політичний шлях як радниця та помічниця чоловіка. Після його ранньої смерті в квітні 1940 Чейс Сміт у квітні переїхала як його наступниця у Першій палаті парламенту США. Вважалася емансипованою жінкою, зацікавленою в інтересах американської армії під час Другої світової війни, засідала в комітеті морських справ.
Через 8 років, коли Чейс Сміт була у Палаті представників, вона успішно отримала місце в Сенаті США у 1948 році й написала історію про свою роботу в праймеріз Гораса Гілдрета (виконувач обов'язків губернатора штату Мен) і Самнера Сеуала, колишнього губернатора Maines. Увійшовши до Сенату в січні 1949 року, Чейс Сміт стала першою жінкою в історії Конгресу, обраною в обидві палати. Її опозиція політиці сенатора Джозефа Маккарті викликала хвилювання. У своїй «Декларації совісті», яку Маргарет Чейс Сміт видала у квітні 1950 року, вона виступала за право на незалежну думку і право на свободу вираження поглядів. Центральною фразою заяви було: "Нація гостро потребує республіканської перемоги на майбутніх виборах, але я не хочу дивитися на видовище, яке Республіканська партія, за допомогою чотирьох апокаліптичних вершників вбивства — страху, невігластва, фанатизму і дифамації — [що?]обрала Американську академію мистецтв і наук. Зусилля Маккарті, які мали запобігти переобранню Чейз Сміт як сенаторки в 1954 році, не схвалив електорат штату Мен, тому вона обрана на другий термін.
Під час свого сенаторства Маргарет Чейз Сміт відвідала 23 держави світу і зустрілася з такими лідерами, як Вінстон Черчілль, Конрад Аденауер, В'ячеслав Молотов і Шарль де Голль. У 1960 році вона успішно виступила проти демократки Лючіі Корм'є, членкині Палати представників штату Мен, за місце в Сенаті. Це була перша виборча зустріч двох жінок в історії Сенату. Вона вважалася противницею політики Джона Кеннеді і навіть балотувалася на посаду президента США у 1964 році. У праймеріз того року вона перемогла, але на Республіканському національному з'їзді в Сан-Франциско зайняла лише п'яте, останнє місце після остаточного підрахунку голосів. У фактичній виборчій кампанії вона палко виступала за свого партійного колегу Баррі Голдуотера. В останній час Чейс Сміт вважалася прихильницею війни у В'єтнамі та політики Річарда Ніксона, хоча вона також голосувала проти свого кандидата Клемента Гансворта та Г. Гарролда Карсуелла, які хотіли призначити Ніксона суддею Верховного суду США. 
Маргарет Чейс Сміт переобиралася тричі, засідала в Сенаті 24 роки і служила до 3 січня 1973 року. Під час свого перебування в Сенаті вона проголосувала за 2941 законопроєкт.

## Пізніше життя
Покинувши Сенат і політику, три роки відвідувала як професорка численні університети США. Нагороджена не менш ніж 95 почесними ступенями, включаючи доктора юридичних наук в Університеті Рутгерса. У липні 1989 року отримала Президентську медаль за свободу з рук президента США Джорджа Буша. 
Не одружилася після смерті чоловіка, проте існують підозри, що вона співпрацювала з генерал-майором Вільямом К. Льюїсом, начальником її штабу в Сенаті. Дітей не мала.
Померла Маргарет Чейс Сміт після короткої хвороби в травні 1995 року, у віці 97 років.